# Deutschsoziale Partei (Weimarer Republik)
Die Deutschsoziale Partei (DS bzw. DtSP, DSoP oder auch DsP) war eine völkisch-antisemitische Partei in der Weimarer Republik und in der Freien Stadt Danzig.

## Geschichte
Die Partei wurde am 23. Februar 1921 in direkter Konkurrenz zur Deutschsozialistischen Partei gegründet. Parteigründer und Vorsitzender war der Volksschullehrer und Publizist Richard Kunze (1872–1945), der „in seinen eigenen Reihen immer diktatorisch herrschte“. Ihr organisatorisches Zentrum lag in Berlin. Reichsweit kam die DtSP zu ihrer Hochzeit um 1925 auf 34.000 Mitglieder. Davon stammten 3.000 aus Berlin, 5.000 aus Sachsen, 2.400 aus Mittelschlesien, 2.300 aus der Grenzmark Posen-Westpreußen und 5.000 aus der Freien Stadt Danzig.
Die DtSP betrieb antikapitalistische Rhetorik und schreckte vor Gewaltbereitschaft nicht zurück. Zu den anfänglichen Hauptrichtlinien gehörten die Brechung der „Judenherrschaft in Deutschland […] unter allen Umständen“. Juden und „jüdisch Versippte“ waren von der Parteimitgliedschaft ausgeschlossen. Ferner trat die Partei für den Schutz von Gewerbetreibenden vor Groß- und Filialbetrieben, eine Beteiligung von Arbeitern am Unternehmensgewinn und die Verbilligung von Lebensmitteln ein. Der Versailler Friedensvertrag wurde abgelehnt; die zukünftige Staatsform sollte in einem Volksentscheid bestimmt werden. Mitgliedern und Interessenten der Partei wurden die Schriften Theodor Fritsches, Anton Drexlers, des jungkonservativen Edgar Jung und weiterer völkischer Autoren zur Lektüre empfohlen. Der Inhalt des Flugblattes „Volksgenossen“ und der parteiinternen Schrift „Weg zur Rettung“ sollten auswendig gelernt werden.
Finanziell unterstützt wurde die Partei nach Berichten des Berliner Tageblattes von großagrarischen und deutschnationalen Kreisen. Der Reichskommissar für die Überwachung der öffentlichen Ordnung (RKO) hielt die Partei im Dezember 1922 in ihren Zielen mit der NSDAP vergleichbar, aber für organisatorisch eigenständig. Bereits im Juli 1922 war die DtSP ins Blickfeld des RKO geraten, nachdem vertraulich berichtet wurde, dass eine Gruppe innerhalb der Partei die Ermordung führender Repräsentanten der Weimarer Republik plane. Nach Berichten des sozialdemokratischen Vorwärts wurde auf Berliner Parteiveranstaltungen Juden offen ihre Ermordung angedroht. In Thüringen wurde die DtSP im Dezember 1922 als Ersatzorganisation der NSDAP verboten.
In der Reichstagswahl im Mai 1924 gelang es der DtSP, vier Mandate im Reichstag zu erlangen, die von Kunze (Wahlkreis 3 – Potsdam II) sowie Konrad Jenzen (1882–1975; Reichswahlvorschlag), Hans Kurth (1896–1973; Wahlkreis 7 – Breslau) und Friedrich Stock (1877–1937; Reichswahlvorschlag) wahrgenommen wurden. Die beiden letzteren wanderten allerdings noch vor Ablauf der Wahlperiode zur Nationalsozialistischen Freiheitspartei über. Bei der Reichstagswahl im Dezember 1924 verlor die Partei mehr als die Hälfte der Stimmen und alle Mandate im Reichstag.
Ähnlich wie im Reichstag verhielt es sich an der Basis: Die Anhänger der DtSP wurden seit Anfang 1923 von der neu gegründeten Deutschvölkischen Freiheitspartei (DVFP) umworben. Die teilweise erfolgreichen Abwerbungsbemühungen veranlassten Kunze im Frühjahr 1923, ein gegen die DVFP gerichtetes Kampfbündnis mit der DNVP zu schließen. Der Geschäftsführer der DtSP, Scheibler, verließ die Partei im September 1924 und gründete mit seinen Anhängern die „Deutschsoziale Arbeitsgemeinschaft“. Scheibler warf Kunze vor, er benutze die Partei nur für private Zwecke zum Gelderwerb. Kunze erhob entgegen der damaligen Praxis für öffentliche Veranstaltungen Eintrittsgelder; zudem nutzte er die Geschäftsstelle der DtSP für den Verkauf von Wurst, die dort zu reduzierten Preisen an Abonnenten von Kunzes Zeitungen abgegeben wurde.
Ab 1925 liefen viele Mitglieder der DtSP zur neu gegründeten NSDAP und im Mai 1926 nochmal etliche zur Deutschvölkischen Freiheitsbewegung (DVFB) über. Zu den Mitgliedern, die zur NSDAP wechselten, gehörten Ernst Schlange und Arthur Greiser. Im Dezember 1925 schloss sich die DtSP dem später als Völkisch-soziale Arbeitsgemeinschaft bezeichneten Bündnis um die DVFB an. Diese Kooperation beschleunigte nach Feststellungen der Berliner Politischen Polizei eher noch den Niedergang der Partei: Gab es im Mai 1926 in Berlin noch 4.000 Parteimitglieder, so war diese Zahl ein Jahr später auf 1.000 gesunken. Ab November 1927 bestanden faktisch zwei Parteien gleichen Namens, die über die Frage der Stellung zur NSDAP zerstritten waren. Im Zuge der Auseinandersetzungen wurde Parteigründer Kunze am 25. Mai 1928 von Gegnern eines Anschlusses an die NSDAP ausgeschlossen. Kunze hatte sich im Vorfeld der Reichstagswahl 1928 dem Vaterländischen Oppositionsblock um die DVFB angeschlossen, die Gruppierung jedoch nach internen Auseinandersetzungen im Februar und März 1928 verlassen. Im Mai 1929 löste Kunze seine Partei auf und trat selber der NSDAP bei. Der Berliner Gauleiter Joseph Goebbels kommentierte dies in seiner Zeitung Der Angriff unter der Überschrift „Parteibesitzer Kunze am Ende“.

## Wahlergebnisse

### Reichstagswahlen 1920–1928
| Wahlkreis | Wahlkreis                | Juni 1920 | Juni 1920 | Mai 1924 | Mai 1924 | Dezember 1924 | Dezember 1924 | Mai 1928 | Mai 1928 |
| --------- | ------------------------ | --------- | --------- | -------- | -------- | ------------- | ------------- | -------- | -------- |
|           | Deutsches Reich          | 22.954    | 0,1 %     | 333.427  | 1,1 %    | 140.189       | 0,5 %         | 45.884   | 0,1 %    |
| 1         | Ostpreußen               | -         | -         | 27.618   | 2,7 %    | 7.810         | 0,8 %         | 1.327    | 0,1 %    |
| 2         | Berlin                   | -         | -         | 35.176   | 3,2 %    | 13.733        | 1,2 %         | 1.424    | 0,1 %    |
| 3         | Potsdam II               | -         | -         | 40.135   | 4,6 %    | 18.816        | 2,1 %         | 2.057    | 0,2 %    |
| 4         | Potsdam I                | -         | -         | 22.474   | 2,6 %    | 8.765         | 1,0 %         | 1.024    | 0,1 %    |
| 5         | Frankfurt an der Oder    | -         | -         | 24.609   | 3,0 %    | 10.756        | 1,3 %         | 2.761    | 0,3 %    |
| 6         | Pommern                  | -         | -         | 18.259   | 2,0 %    | 8.974         | 1,0 %         | 621      | 0,1 %    |
| 7         | Breslau                  | -         | -         | 38.487   | 4,1 %    | 15.909        | 1,7 %         | 13.312   | 1,4 %    |
| 8         | Liegnitz                 | -         | -         | 23.291   | 3,8 %    | 17.899        | 2,9 %         | 7.281    | 1,2 %    |
| 9         | Oppeln                   | 22.954    | 4,5 %     | 6.877    | 1,5 %    | 5.651         | 1,0 %         | 3.765    | 0,7 %    |
| 10        | Magdeburg                | -         | -         | 13.530   | 1,5 %    | 4.442         | 0,5 %         | 797      | 0,1 %    |
| 11        | Merseburg                | -         | -         | 5.443    | 0,8 %    | 1.360         | 0,2 %         | 557      | 0,1 %    |
| 12        | Thüringen                | -         | -         | -        | -        | -             | -             | 1.733    | 0,2 %    |
| 13        | Schleswig-Holstein       | -         | -         | -        | -        | 1.804         | 0,2 %         | -        | -        |
| 14        | Weser-Ems                | -         | -         | 3.937    | 0,6 %    | 1.679         | 0,2 %         | 941      | 0,1 %    |
| 15        | Ost-Hannover             | -         | -         | 6.242    | 1,2 %    | 1.039         | 0,2 %         | -        | -        |
| 16        | Südhannover-Braunschweig | -         | -         | 6.595    | 0,7 %    | 1.640         | 0,2 %         | 986      | 0,1 %    |
| 17        | Westfalen Nord           | -         | -         | 6.113    | 0,6 %    | 1.206         | 0,1 %         | -        | -        |
| 18        | Westfalen Süd            | -         | -         | 6.427    | 0,5 %    | -             | -             | 1.202    | 0,1 %    |
| 19        | Hessen-Nassau            | -         | -         | -        | -        | -             | -             | 1.898    | 0,2 %    |
| 20        | Köln-Aachen              | -         | -         | 8.213    | 0,9 %    | -             | -             | -        | -        |
| 21        | Koblenz-Trier            | -         | -         | 4.055    | 0,7 %    | 1.759         | 0,3 %         | -        | -        |
| 22        | Düsseldorf Ost           | -         | -         | -        | -        | -             | -             | 392      | 0,0 %    |
| 23        | Düsseldorf West          | -         | -         | 3.061    | 0,4 %    | 865           | 0,1 %         | 613      | 0,1 %    |
| 24        | Oberbayern-Schwaben      | -         | -         | -        | -        | -             | -             | -        | -        |
| 25        | Niederbayern             | -         | -         | -        | -        | -             | -             | -        | -        |
| 26        | Franken                  | -         | -         | -        | -        | -             | -             | -        | -        |
| 27        | Pfalz                    | -         | -         | -        | -        | -             | -             | -        | -        |
| 28        | Dresden-Bautzen          | -         | -         | 23.452   | 2,4 %    | 10.137        | 1,0 %         | 1.561    | 0,2 %    |
| 29        | Leipzig                  | -         | -         | 5.565    | 0,8 %    | 2.126         | 0,3 %         | 329      | 0,0 %    |
| 30        | Chemnitz-Zwickau         | -         | -         | 3.868    | 0,4 %    | 3.121         | 0,3 %         | 825      | 0,1 %    |
| 31        | Württemberg              | -         | -         | -        | -        | -             | -             | -        | -        |
| 32        | Baden                    | -         | -         | -        | -        | -             | -             | -        | -        |
| 33        | Hessen-Darmstadt         | -         | -         | -        | -        | -             | -             | -        | -        |
| 34        | Hamburg                  | -         | -         | -        | -        | 698           | 0,1 %         | 478      | 0,1 %    |
| 35        | Mecklenburg              | -         | -         | -        | -        | -             | -             | -        | -        |

1. ↑  Bezeichnung des Wahlvorschlags im Dezember 1924: Deutschsoziale Partei und Reichsbund für Aufwertung.
2. ↑  Die Reichstagswahlen 1920 wurden im Wahlkreis Oppeln am 19. November 1922 durchgeführt.
3. ↑  In Südhannover-Braunschweig im Mai 1924 angetreten als Deutschsoziale Partei, völkische Liste Richtung Richard Kunze.

### Freie Stadt Danzig
Die Deutschsoziale Partei beteiligte sich zweimal an den Wahlen zum Volkstag der Freien Stadt Danzig.
| Datum             | Stimmenanteil | Mandate |
| ----------------- | ------------- | ------- |
| 18. November 1923 | 6,2 %         | 7       |
| 13. November 1927 | 1,2 %         | 1       |

1923 stimmte sie für den bürgerlichen Senat Sahm II, auch wenn ihre Stimmen für eine Mehrheit nicht benötigt wurden.